# Hetepka (Bauleiter)
Hetepka war ein altägyptischer Architekt, der wohl in der 4. oder 5. Dynastie (26./25. Jahrhundert v. Chr.) tätig war.
Hetepka ist heute nur noch von der Erwähnung im Grab des Architekten, Baumeisters und Bildhauers Kaiemheset bekannt, das nördlich der Teti-Pyramide oder der Djoser-Pyramide gefunden wurde. Wahrscheinlich war Hetepka Bruder des Kaiemheset, wobei die familiäre Beziehung hier nicht vollständig gesichert ist. Kaiemheset ließ in Sakkara ein Mastaba-Familiengrab anlegen, in dem zudem die Bauleiter Kaipunesu(t) und Memi, Brüder des Grabinhabers, sowie Senefanch, der Vater der Drei, erwähnt werden.